# Uncle Tupelo
Uncle Tupelo var ett amerikanskt alt-countryband, bildat i Belleville, Illinois och aktivt mellan 1987 och 1994. Trots att bandet splittrades innan de hann få några verkliga kommersiella framgångar anses de ha haft ett stort inflytande på den alternativa countryns framväxt under 1990-talet och har ibland rentav angetts som genrens skapare.

## Historik
Originaluppsättningen av Uncle Tupelo bestod av Jay Farrar (gitarr, sång), Jeff Tweedy (bas, sång) och Mike Heidorn (trummor). De tre hade tidigare spelat tillsammans i rockbandet The Primitives. När bandet omformades till Uncle Tupelo började de blanda punk och alternativ rock med countrymusik. Samtidigt började de i större utsträckning skriva sitt eget material, med Farrar och Tweedy som huvudsakliga låtskrivare. 1989 skrev de sitt första skivkontrakt med independentbolaget Rockville Records och gav året därpå ut albumdebuten No Depression.
No Depression följdes upp 1991 med Still Feel Gone. Som en reaktion på den alternativa rockens allt starkare ställning under början av 1990-talet valde bandet nu att istället renodla sina country- och folkinfluenser och gav 1992 ut det helt akustiska albumet March 16-20, 1992, producerat av R.E.M.-gitarristen Peter Buck. Strax därefter lämnade Heidorn för att ägna sig åt sin familj och han ersattes av Ken Coomer, tidigare i gruppen Clockhammer. Samtidigt värvades multiinstrumentalisterna Max Johnston och John Stirratt som deltidsmedlemmar. 
1992 skrev bandet kontrakt med det större skivbolaget Sire Records. Man debuterade för bolaget med albumet Anodyne, inspelat och utgivet 1993. Efter en därpå följande turné, under vilken man även gjorde nationell TV-debut i Late Night with Conan O'Brien, splittrades dock bandet till följd av slitningar mellan Farrar och Tweedy.
Efter uppbrottet fick Tweedy med sig Coomer, Johnston och Stirratt och bildade bandet Wilco. Farrar å sin sida återförenades med Heidorn och de bildade tillsammans med bröderna Jim och Dave Boquist gruppen Son Volt. Båda banden byggde vidare på den alternativ country-trend som Uncle Tupelo startat.

## Medlemmar
Tidigare medlemmar
- Jay Farrar – gitarr, sång (1987–1994)
- Mike Heidorn – trummor (1987–1992)
- Jeff Tweedy – gitarr, basgitarr, sång (1987–1994)
- Bill Belzer – trummor (1992)
- Ken Coomer – trummor (1992–1994)
- Max Johnston – violin, mandolin (1992–1994)
- John Stirratt – basgitarr, gitarr (1992–1994)

## Diskografi
Studioalbum
- 1990 – No Depression
- 1991 – Still Feel Gone
- 1992 – March 16-20, 1992
- 1993 – Anodyne

Samlingsalbum
- 2002 – 89/93: An Anthology
- 2012 – Record Store Day 7" Box

Singlar
- 1990 – "I Got Drunk" / "Sin City"
- 1991 – "Gun" / "I Wanna Destroy You"
- 1992 – "Sauget Wind"
- 1994 – "The Long Cut + Five Live" (promo)

Annat
- 2003 – The Long Cut: A One Hour Radio Special (CD distribuerad till radiostationer. Förutom musik, innehåller den 60 minuter långa CD:n intervjuer med Jay Farrar, Mike Heidorn och Jeff Tweedy.